# Saša Marković
Saša Marković (szerbül: Саша Марковић; Niš, 1971. szeptember 17. –) szerb labdarúgó.

## Pályafutása
Marković szülővárosában, Nišben kezdett el futballozni. 24 esztendős volt, amikor debütált a jugoszláv élvonalban az FK Čukarički színeiben. Az 1997-1998-as idényben jugoszláv gólkirály lett: az FK Železnikben 16 mérkőzésen 13 gólt, az FK Crvena zvezdaban 11 mérkőzésen 14 gólt szerzett. Marković a német VfB Stuttgart is felfigyelt, két és félmillió márkáért megvásárolták őt a Zvezdától. A Bundesligaban csak négy mérkőzésen lépett pályára, egy gólt szerzett egy Schalke elleni bajnokin. 2000-ben visszatért Jugoszláviába. 2002-ben az MTK Budapest FC szerződtette, melynek színeiben csupán egy mérkőzésen lépett pályára. 2007-ben az FK Pobeda csapatától vonult vissza.